# Општина Опака
Општина Опака се налази у североисточној Бугарској у Трговишкој области и према подацима из 2005. године у њему живи 8.135 становника који живе у 6 насељених места.
- Опака
- Гољамо Градиште
- Горско Абланово
- Грчиново
- Крепча
- Љублен